# Référendums liechtensteinois de 1988
Trois référendums ont lieu au Liechtenstein en 1988. Les deux premiers le 24 janvier sur une augmentation du nombre de sièges au Landtag et la création d'un fonds de retraite obligatoire, et le troisième le 2 octobre sur la construction du tunnel Gnalp-Steg.

## Premier référendum de janvier

### Contenu
Le référendum porte sur une modification de la constitution faisant passer de 15 à 25 le nombre de sièges au Landtag.

### Contexte
Des référendums sur ce même sujet avaient déjà été rejetés par la population lors des votations de 1919, 1945 et 1972. En 1985 cependant, deux initiatives proposant une augmentation à 21 et 25 sièges respectivement se font concurrence et s'invalident l'une l'autre. Bien que 80 % des votants aient choisi l'un ou l'autre de ces agrandissements du Landtag, aucune ne recueille les 50 % nécessaires pour être valide.
Il s'agit d'un référendum facultatif d'origine parlementaire : le Landtag décide de soumettre à la votation populaire le projet d'amendement constitutionnel des articles 46-1 et 46-2 dans le cadre de l'article 66 de la constitution et de l'article 111 sur les amendements constitutionnels.

### Résultats
| Choix                           | Votes  | %     |
| ------------------------------- | ------ | ----- |
| Pour                            | 4 537  | 51,71 |
| Contre                          | 4 237  | 48,29 |
| Votes blancs et invalides       | 212    | –     |
| Total                           | 8 986  | 100   |
| Inscrits/Participation          | 13 017 | 69,01 |
| Source: Démocratie Directe (de) |        |       |

## Second référendum de janvier

### Contenu
Le référendum porte sur la création d'un fonds de retraite obligatoire.

### Contexte
Il s'agit d'un référendum facultatif d'origine parlementaire : le Landtag décide de soumettre à la votation populaire le projet de loi dans le cadre de l'article 66 de la constitution.

### Résultats
| Choix                           | Votes  | %     |
| ------------------------------- | ------ | ----- |
| Pour                            | 4 496  | 51,73 |
| Contre                          | 4 196  | 48,27 |
| Votes blancs et invalides       | 292    | –     |
| Total                           | 8 978  | 100   |
| Inscrits/Participation          | 13 017 | 68,97 |
| Source: Démocratie Directe (de) |        |       |

## Référendum d'octobre

### Contenu
Le référendum porte sur la construction d'un tunnel entre Gnalp et Steg.

### Contexte
Il s'agit d'un référendum facultatif d'origine populaire : dans le cadre de l'article 66 de la constitution, le budget alloué à la construction du tunnel Gnalp-Steg par le Landtag fait l'objet d'une demande de mise à la votation par un minimum de 1000 inscrits soutenus par un comité de rassemblement de signatures.

### Résultats
| Choix                           | Votes  | %     |
| ------------------------------- | ------ | ----- |
| Pour                            | 3 943  | 55,11 |
| Contre                          | 3 211  | 44,89 |
| Votes blancs et invalides       | 188    | –     |
| Total                           | 7 342  | 100   |
| Inscrits/Participation          | 13 215 | 55,55 |
| Source: Démocratie Directe (de) |        |       |